# Pannaxiakos AON
Pannaxiakos AON (grekiska: Πανναξιακός Αθλητικός Όμιλος Νάξου) är en sportklubb i Naxos, Grekland. Klubben bildades 2006 genom att inomhusdelen (basket och volleyboll) av Pannaxiakos AO gick samman med AO Naxos 2004 (kvar i Pannaxiakos AO blev fotbolls- och friidrottssektionerna).
Basketverksamheten hade startat inom Pannaxiakos AO 1999. De sista åren med Pannaxiakos AO och de första med Pannaxiakos AON var herrlaget framgångsrikt. Basketlaget vann kykladiska mästerskapen flera gånger strax efter att klubben bildats, men åkte därefter ner genom seriesystemet. Basketsektionen valde 2020 att gå över till nybildade Pannaxiakos AOK med förhoppningen att vända trenden.
Volleybollverksamheten hade funnits inom Pannaxiakos AO sedan 1982 (först bara på herrsidan). Damlaget debuterade i A1 Ethnikī (numera Volley League, den högsta serien) 2013-2014. De har sedan dess hållit sig kvar i eliten. Som bäst har de kommit tvåa i serien (vilket de gjorde 2016/2017 och 2018/2019) och nått final i grekiska cupen (vilket de gjorde 2013/2014, 2016/2017 och 2017/2018).